# Schwelmer Massenkalktal
Das Schwelmer Massenkalktal ist eine kleinteilige Naturräumliche Einheit mit der Ordnungsnummer 3371.31 auf dem Stadtgebiet der westfälischen Stadt Schwelm und der bergischen Großstadt Wuppertal innerhalb der Wuppertaler Senke.
Die langgestreckte und flache Talmulde der Schwelme (200 m) nimmt den Schwelmer Ortskern und den Wuppertaler Stadtteil Langerfeld ein und ist zur Wupper im Westen hin geöffnet. Im Norden (Linderhauser Rücken), Osten und Süden (Ehrenberg) erheben sich höhere Höhenrücken aus Schiefern und Grauwacken. Das Tal selbst besteht aus verkarsteten Massenkalken mit Bachschwinden an den Kalkgrenzen im Norden und Süden.
Der Norden des Naturraums wird agrarisch genutzt. Der Südrand dagegen besitzt eine zusammenhängende städtische Bebauung mit Wohn- und Industriegebieten. Die Bundesstraße 7 und die Bahnstrecke Elberfeld–Dortmund folgen im Tal dem Lauf der Schwelme. Die ehemals parallel laufende Bahnstrecke Düsseldorf-Derendorf–Dortmund Süd ist stillgelegt und die Trasse teilweise überbaut.